# Námluvy (povídka)
Tato povídka patří mezi prozaická díla Karoliny Světlé označovaná za její vesnickou prózu. Byla původně autorkou zařazena do sbírky „Hubička a jiné ještědské povídky“. V povídce se autorka zaobírá sociální tematikou v životě obyvatel podhorské vesnice.

## Příběh
Hlavní hrdinkou povídky je hrobníkova dcera Cilka pocházející z chudé rodiny. Přichází za ní její kamarádka Verunka, která se má následujícího dne vdávat, aby ji poslala do sousední vsi za Havlem, bohatým řemeslníkem s velkou chalupou, dobytkem a poli, zda jako nejlepší přítel jejího nastávajícího jim půjde na svatbu za mládence. Družičkou na svatbě má být právě Cilka.
Cilka cestou přemýšlí o Havlovi, který se jí líbí, a těší se, že se s ním bude moci na cizí svatbě vést a s ním tančit. Zároveň si je vědoma, že nemůže, pro velké majetkové rozdíly mezi jejich rodinami, na něj myslet jako na chlapce, kterého by si jednou sama chtěla vzít. Je přece společensky i ekonomicky nemožné, aby k něčemu takovému mohlo dojít. Na druhou stranu je Havel v jejích očích považován za velmi hodného a slušného chlapce, takže je Cilka v přemýšlení o něm velmi zmatena.
Cestou Cilka potkává Cívkovou, bohatou dceru místního statkáře, provdanou dle přání rodičů na své úrovni. Ta ji podporuje a utvrzuje v myšlence, že chudá Cilka se nehodí ani k tomu, aby šla společně s Havlem za družičku, že ten ji zajisté odmítne pro velký rozdíl mezi nimi ve společenském postavení. Sama pak navrhuje, aby místo sebe nabídla Havlovi za družičku její mladší sestru, která by se k němu jako statkářova dcera dobře hodila.
Když dojde k Havlovi na statek, tak ten vyslechne pozvání za mládence, ale vzápětí jej odmítne. Pak zmatené a smutné Cilce vysvětlí, že s ní, jako s družičkou nevěsty, nemůže jít za mládence, protože by se podle pověry s ní pak neoženil a kdyby ano, tak by jejich manželství bylo velmi smutné. Zároveň se jí vyzná z lásky a sám si ji za svoji nevěstu namluví.

## Resumé
Dobrý konec povídky, téměř ideální z pohledu chudé dívky, je však velmi neobvyklý ve skutečnosti. Zásadní nespravedlnost vidí autorka v tom, že bohatí si po dohodách rodičů berou zase bohaté a na chudě zbývají zase jen chudí. Na druhou stranu ve slovech Havla zaznívá, že právě on jako bohatý si může vzít kteroukoli dívku, protože majetek má sám, tak není třeba, aby nevěsta do společné domácnosti něco přinášela.